# برايان هيلز
برايان هيلز هو لاعب هوكي الجليد كندي، ولد في 17 أغسطس 1959 في وندسور في كندا.

## وصلات خارجية
- برايان هيلز على موقع EliteProspects.com (الإنجليزية)
- برايان هيلز على موقع HockeyDB.com (الإنجليزية)